# 圣让欧布瓦 (阿登省)
圣让欧布瓦（法語：Saint-Jean-aux-Bois，法語發音：[sɛ̃ ʒɑ̃ o bwa]）是法国阿登省的一个市镇，属于勒泰勒区。

## 地理
圣让欧布瓦（49°43'30"N, 4°18'24"E）面积8.9 平方千米，位于法国大東部大區阿登省，该省份为法国北部内陆省份，西接埃纳省，南至马恩省，东临默兹省，北与比利时接壤。
与圣让欧布瓦接壤的市镇（或旧市镇、城区）包括：拉费雷、勒弗雷蒂、马朗韦、蒙梅扬、罗基尼、拉罗马涅。

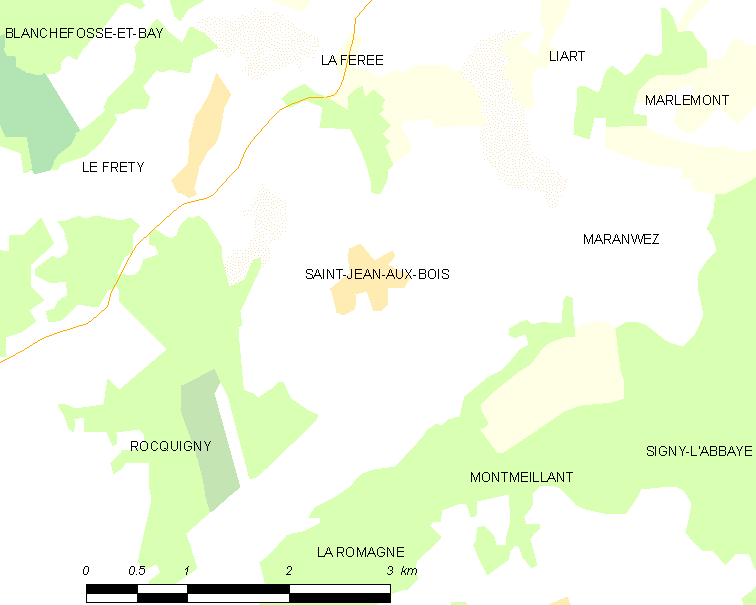
的OSM定位图

圣让欧布瓦的时区为UTC+01:00、UTC+02:00（夏令时）。

## 行政
圣让欧布瓦的邮政编码为08220，INSEE市镇编码为08382。

## 政治
圣让欧布瓦所属的省级选区为锡尼拉拜县。

## 人口

1962-2008年间人口变化图示

圣让欧布瓦于2022年1月1日时的人口数量为93人。